# هملین (تگزاس)
هملین، تگزاس(به انگلیسی: Hamlin, Texas) شهری در ایالت تگزاس از ایالات جنوبی ایالات متحده آمریکا است. در سرشماری سال ۲۰۰۰، جمعیت این شهر ۲۲۴۸ نفر اعلام شد.